# Irle-Brauerei
Die Irle-Brauerei, eigentliche Firma Brauhaus Johann Friedrich Irle GmbH, ist eine Gasthausbrauerei im Siegener Stadtteil Kaan-Marienborn.

## Unternehmensgeschichte
Das Siegerländer Brauereiwesen blickt auf eine lange Brautradition zurück. Bereits vor 1618 durften nur durch einen Meister ausgebildete Brauer das Bier brauen. Daneben waren kleine Hausbrauereien weit verbreitet, die von dem im Siegener Güterverzeichnis von 1691 verzeichneten eigenen Hopfenanbau profitierten. Johannes Irle von Dahlbruch, von Beruf Bälgemacher, legte 1693 den Grundstock zur Brauerei. Er hatte ein umfangreiches landwirtschaftliches Anwesen, Hüttenteile, Gastwirtschaften sowie Brauerei und Brennerei über Sohn und Enkel an den Urenkel Johann Daniel Irle (1765–1829) vererbt. Dieser erwarb 1797 die Wassergerechtsamen des zwischen Marienborn und Bürbach gelegenen Berges Galmerich und ließ eine Wasserleitung bis zur Brauerei und Brennerei bauen, die den Bedarf an hochwertigem weichem Quellwasser für die Produktion deckte.
Der Namensgeber der Brauerei, Friedrich Irle sen. (1789–1860), erweiterte das Unternehmen kontinuierlich, indem er den schnell einsetzenden Zuwachs an Kapital und Ländereien in die Betriebsverbesserung und -erweiterung investierte. am 10. Mai 1860 wird die Brauerei erstmals gesellschaftsrechtlich fassbar mit dem Eintrag als Offene Handelsgesellschaft im Handelsregister.
Unter seinem Sohn Friedrich Irle IV. (1827–1893) durchlebte die Brauerei magere Jahre. Trotz einer 1868 erteilten Genehmigung zur Anlage eines Eiskellers im Küchtalgebiet, der später zu der heutigen Brauereianlage ausgebaut wurde, stagnierten die Umsätze. Insbesondere durch auswärtige Brauereien, die auf den Siegener Markt drängten, wurde der Konkurrenzkampf immer heftiger. Nach dem Tod Friedrichs übernahmen Hermann Irle (1872–1936) und Franz Irle die Geschäftsleitung. Durch Qualitätsverbesserung gelang es, die Gaststätten in Siegen erneut als Kunden zurückzugewinnen. Betrug der Absatz 1893 noch 2.500 Hektoliter, konnte dieser bis 1913 auf 23.500 Hektoliter gesteigert werden.
1916 kaufte die Brauerei die benachbarten Brauereien von Attendorn, Müsen und Weidenau auf und erhöhte damit deutlich die Zahl der belieferten Gaststätten. 1924 gehörte die Brauerei zu gleichen Teilen den Brüdern Hermann, Fritz und Ernst Irle. 1934 rückte Hermanns Sohn Hermann Junior für diesen nach. Die Kriegsjahre überstand das Unternehmen weitgehend unbeschadet, denn bei der Zerstörung Siegens durch Bombardierung im Dezember 1944 und Februar 1945 entgingen die Braustätten diesem Schicksal.
Da während der Zeit der britischen Besetzung ein Brauverbot herrschte, überbrückte Irle die Krisenjahre durch die Entwicklung eines alkoholarmen Ersatzgetränkes („Hopfenblume“). Schon kurz nach der Rückkehr zum Bierbrauen erreichte Irle einen Ausstoß von 43.000 Hektolitern. Zwischen 1950 und 1960 profitierte die Brauerei vom allgemeinen wirtschaftlichen Aufschwung und erhöhte die Produktionsmenge um 110 %. Das würzige, feinherbe Spezialpils steigerte seine Bekanntheit auch außerhalb des Siegerlandes. 1961 wurde das Unternehmen in eine Kommanditgesellschaft umgewandelt und zu Friedrich Irle sen. umfirmiert. 1972 betrug der Ausstoß 120.000 Hektoliter. 
1979 erfolgte eine weitere gesellschaftsrechtliche Änderung und Umfirmierung zu Friedrich Irle sen. GmbH u. Co. KG . Die Brauerei blieb von der aufkommenden wirtschaftlichen Rezession nicht verschont, zudem wurden die finanziellen Schwierigkeiten durch den großen Marktdruck benachbarter Brauereien im Siegerland, insbesondere der Krombacher Brauerei, zunehmend verschärft. So fiel 1998 die Entscheidung zum Rückzug in eine Marktnische.
Im Jahr 2000 wurde das Brauhaus Johann-Friedrich Irle gebaut. Mit dem Sudwerk als Lokalität auf dem Gelände der ehemaligen Brauerei kehrte der Geschäftsführer Klaus Irle zurück zu den Wurzeln und verbindet Gastronomie mit Braukunst. In einer kleinen Brauanlage wird das Irle Edel-Pils für den Ausschank in der eigenen Gastronomie gebraut, je nach Saison wird das Angebot um besondere Biere erweitert. Da die Irle-Brauerei über keine eigene Abfüllanlagen verfügt, lässt sie das Fassbier und Flaschenbier von anderen Brauereien fremd herstellen.
Im Oktober 2021 endete die Familientradition. Klaus Irle verkaufte die Gasthausbrauerei an den Siegener Gastronomen Jan Marco Klappert. Dieser verkaufte die Gasthausbrauerei dann im Januar 2024 an den Investor Jens Bombosch weiter. Rechtlich getragen wird der Gastronomiebetrieb durch die 2021 gegründete Brauhaus Irle GmbH, die im folgenden Jahr zu Brauhaus Johann Friedrich Irle GmbH umbenannt wurde.